# Веселин Вујовић
Веселин Вујовић (Цетиње, 18. јануар 1961) бивши је југословенски и црногорски рукометаш, а садашњи рукометни тренер. Играо је на позицији левог бека.

## Играчка каријера
Рукометну каријеру је започео у Ловћену, а наставио у шабачкој Металопластици. Са Металопластиком је освојио седам узастопних титула првака Југославије (1982–1988), четири Купа (1980, 1983, 1984, 1986) и две Лиге шампиона (1985, 1986). Након Металопластике одлази у Барселону где је четири пута узастопно био првак Шпаније (1982–1992), а поред тога има освојена два Купа Краља (1990, 1993), четири Суперкупа (1989–1992) и једну Лигу шампиона (1991). Каријеру је завршио у дресу Гранољерса са којим је освојио Куп Шпаније (1994) и ЕХФ куп (1995).
Са репрезентацијом СФР Југославије је освојио две олимпијске медаље, злато 1984. у Лос Анђелесу и бронзу у Сеулу 1988. Са Светских првенстава има две медаље, злато 1986. у Швајцарској и сребро 1982. у Западној Немачкој. Такође има и освојено злато на Медитеранским играма 1983. у Казабланки. Са репрезентацијом СР Југославије је освојио бронзану медаљу на Европском првенству 1996. у Шпанији.
Са 738 постигнутих голова најбољи је стрелац у историји репрезентације Југославије. Био је и спортиста године Југославије (1986), рукометаш године у Југославији (1986, 1988) као и ИХФ играч године (1988).

## Тренерска каријера

### Клубови
Вујовић је тренерску каријеру почео у Металопластици, а потом је водио Ловћен. Током 2000. године је био тренер Партизана, а исте године је преузео Сијудад Реал са којим је освојио ЕХФ Куп победника купова 2002. године.
Био је тренер Вардара од 2006. па до 2013. (изузев 2010. када је тренирао катарски Ал Сад). Ca њим на челу, Вардар је био први освајач СЕХА лиге 2012. у Загребу. Такође је по три пута освојио шампионат Македоније (2006/07, 2008/09 и 2011/12). и Куп Македоније (2007, 2008 и 2012).
У септембру 2014. је преузео хрватски РК Загреб. Са Загребом је освојио по два пута хрватско првенство и Куп, а највећи успех било му је четвртфинале Лиге шампиона 2016. Напустио је клуб у октобру 2016.
У сезони 2017/18. је водио словеначког прволигаша Копер 2013.
У јулу 2018. је преузео Железничар из Ниша. Са екипом Железничара није успео да одбрани Куп Србије док је у СЕХА лиги завршио у доњем делу табеле. На клупи нишког клуба се задржао до 25. априла 2019, када је поднео оставку. Као разлог је навео лоше резултате у последња 4 кола плеј-офа Суперлиге, као и лошу финансијску и организациону ситуацију у клубу.
У септембру 2019. по други пут у каријери преузима Загреб. Тренер Загреба је био до маја 2020, када је поднео оставку због личних разлога. Током свог другог боравка у Загребу, Вујовић се са клубом пласирао на фајнал-фор СЕХА лиге, а групну фазу Лиге шампиона завршио је на седмом месту са пет освојених бодова. Због пандемије изазване вирусом КОВИД-19, хрватско првенство и Куп се нису играли.
У јануару 2021. године је постављен за тренера бањалучког Борца. Вујовић је са Борцем сезону 2020/21. у Премијер лиги БиХ завршио на другом месту са 49 освојених бодова, два мање од Извиђача који је освојио титулу првака. У јуну 2021. је напустио Борац и вратио се у Вардар. Тренер Вардара је био до децембра исте године када је добио отказ након седам узастопних пораза у Лиги шампиона.

### Репрезентације
Као селектор репрезентације СР Југославије је освојио 4. место на Олимпијским играма 2000 у Сиднеју. Након тог такмичења је напустио место селектора, а 2003. године преузима опет исту функцију. Водио је селекцију СЦГ на Европском првенству 2004. у Португалу где је освојено осмо место, затим на Светском првенству 2005. у Тунису где је освојено пето место као и на Европском првенству 2006. у Швајцарској где је освојено девето место.
Након првенства у Швајцарској 2006, неколико репрезентативаца је оптужило селектора Вујовића да је тражио од њих да пусте Хрватску у мечу који није имао резултатски значај за СЦГ. Неки од играча који су јавно изнели ове оптужбе су били Штербик, Милосављевић, Суџум, Анђелковић... Након овог првенства голмани Штербик и Шарић су одлучили да не играју више за национални тим, а касније су променили држављанство и наступали за друге репрезентације. Вујовић је ове оптужбе демантовао, а на позицији селектора је остао до маја 2006. када је поднео оставку.
У мају 2015. је постављен за селектора репрезентације Словеније. Прво велико такмичење на којем је водио репрезентацију Словенију је било Европско првенство 2016. у Пољској где је освојено тек 14. место. Исте године је преко квалификација успео да одведе Словенце на Олимпијске игре у Рију. На Олимпијском турниру са Словенцима осваја шесто место, а недуго затим продужује уговор до 2020. године. На Светском првенству 2017. у Француској са Словенцима осваја бронзану медаљу, а наредне године на Европском првенству 2018. у Хрватској осваја осмо место. Крајем новембра 2019. смењен је са места селектора Словеније.
У марту 2022. је постављен за селектора репрезентације Ирана.

## Породица
Веселинову породицу чине, супруга Љиљана, син Марко (1983), ћерка Бојана (1992) и најмлађи члан унука Кристина (2010).